# The Transporter
The Transporter (fransk Le Transporteur) er en engelsk sproget fransk actionfilm fra 2002 instrueret af Louis Leterrier med et manuskript af Luc Besson og Robert Mark Kamen. Filmen er inspireret af kortfilmserien The Hire. Det er den første i Transporter-filmserien og Jason Statham, Shu Qi, François Berléand, Matt Schulze og Ric Young medvirker. Fukneb gabdker in Frank Martin (Statham), der er en britisk eks-soldat, som arbejder som kurérchauffør i Frankrig, der bliver involveret i menneskesmugling.
The Transporter havde premiere i Regency Village Theatre i Los Angeles d. 2. oktober 2002 og fik bredere premiere i USA d. 11. oktober via 20th Century Fox, og i frankrig d. 23. oktober via EuropaCorp. Den modtog blandede anmeldelser, men blev rost for aktionsekvenserne og Stathams præstation. Den indbragte $43,9 mio. på verdensplan, og blev efterfulgt af Transporter 2 (2005).

## Medvirkende
- Jason Statham som Frank Martin
- Shu Qi som Lai Kwai
- François Berléand som Inspector Tarconi
- Matt Schulze som Darren "Wall Street" Bettencourt
- Ric Young som Mr. Kwai

## Eksterne Henvisninger
- The Transporter på Internet Movie Database (engelsk)
- The Transporter på Filmdatabasen
- The Transporter på Filmdatabasen
- The Transporter på Scope
- The Transporter i Svensk Filmdatabas (svensk)
- The Transporter på AlloCiné (fransk)
- The Transporter på MovieMeter (nederlandsk)
- The Transporter på AllMovie (engelsk)
- The Transporter hos American Film Institute (engelsk)
- The Transporter på Turner Classic Movies (engelsk)